# Crypturellus soui
Il tinamo piccolo o tinamo dal ciuffo (Crypturellus soui (Hermann, 1783)) è un uccello della famiglia Tinamidae.

## Descrizione
Lunghezza: 21,5–24 cm.

Peso: 207 g (maschio), 174-238 g (femmina).

## Distribuzione e habitat
Vive in Messico meridionale, America centrale istmica, Colombia, Ecuador, Venezuela settentrionale, Trinidad, Guyana, Brasile settentrionale e orientale, Perù, Bolivia orientale.

## Sistematica
Sono note 14 sottospecie:
- Crypturellus soui meserythrus (Sclater, 1860) - diffusa dal Messico meridionale al Nicaragua
- Crypturellus soui modestus (Cabanis, 1869) - diffusa in Costa Rica e Panama
- Crypturellus soui capnodes Wetmore, 1963 - endemica di Panama
- Crypturellus soui poliocephalus (Aldrich, 1937) - endemica di Panamá (versante occidentale)
- Crypturellus soui panamensis (Carriker, 1910) - endemica di Panamá
- Crypturellus soui mustelinus (Bangs, 1905) - diffusa dalla Colombia al Venezuela
- Crypturellus soui soui (Hermann, 1783) - diffusa dalla Colombia al nordest del Brasile
- Crypturellus soui andrei (Brabourne & Chubb, 1914) - diffusa a Trinidad e in Venezuela
- Crypturellus soui caucae (Chapman, 1912) - endemica della Colombia
- Crypturellus soui harterti (Brabourne & Chubb, 1914) - diffusa in Colombia e Ecuador
- Crypturellus soui caquetae (Chapman, 1915) - diffusa in Colombia
- Crypturellus soui nigriceps (Chapman, 1923) - diffusa in Ecuador e nordest del Perù
- Crypturellus soui albigularis (Brabourne & Chubb, 1914) - diffusa nel nordest del Brasile
- Crypturellus soui inconspicuus Carriker, 1935 - diffusa dal Perù alla Bolivia